# 錫卡河 (芬蘭)

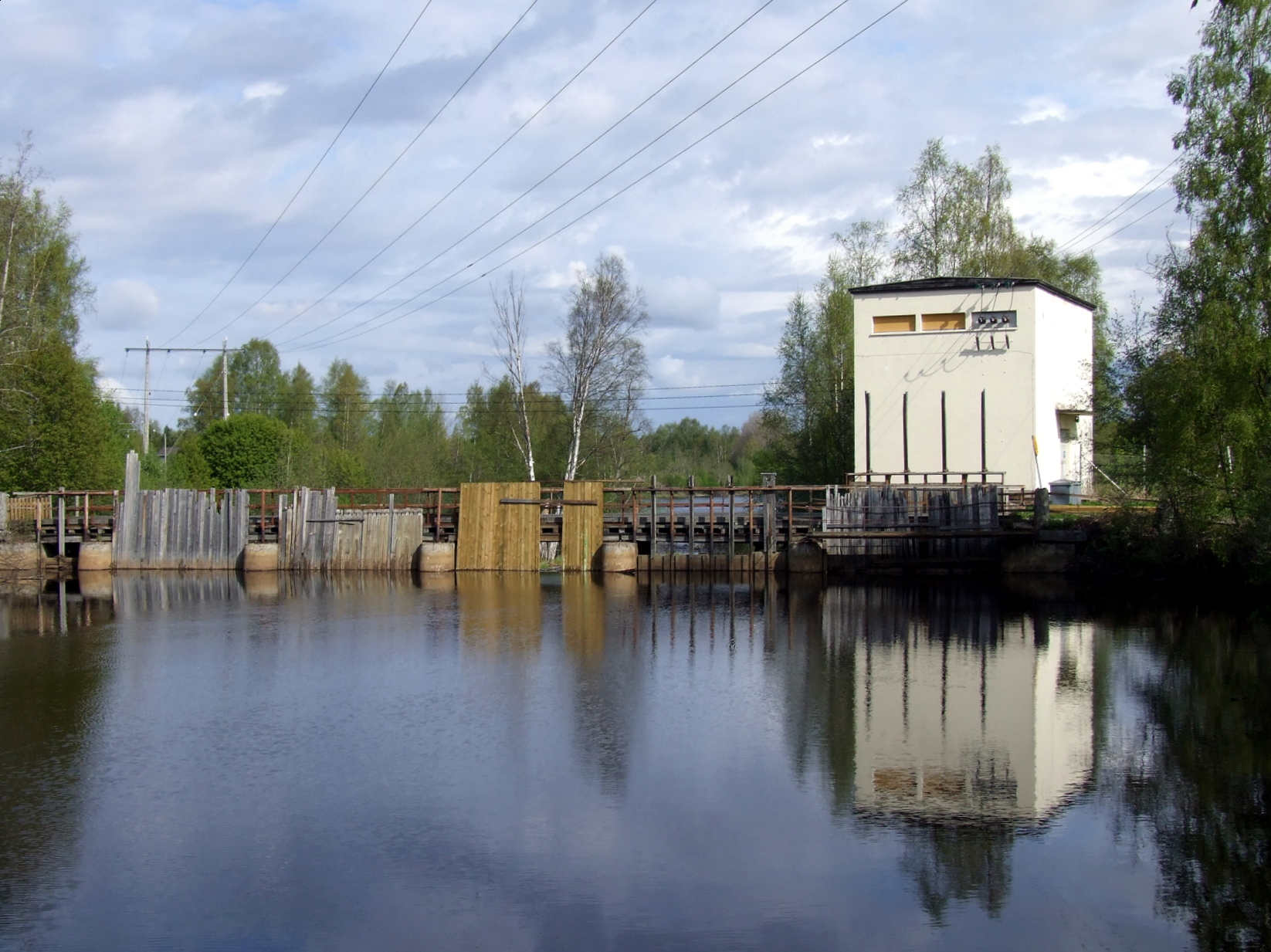

錫卡河（芬蘭語：Siikajoki）是芬蘭北波赫扬马区的河流，最終在皮漢泰注入波的尼亞灣，河道全長160公里，流域面積4,318平方公里，平均流量每秒40立方米。